# Paulianellus trisuliensis
Paulianellus trisuliensis är en skalbaggsart som beskrevs av Zdzisława Stebnicka 1986. Paulianellus trisuliensis ingår i släktet Paulianellus och familjen Aphodiidae. Inga underarter finns listade i Catalogue of Life.